# Droszków (województwo lubuskie)
Droszków – wieś w Polsce położona w województwie lubuskim, w powiecie zielonogórskim, w gminie Zabór.
W latach 1975–1998 miejscowość administracyjnie należała do województwa zielonogórskiego.

## Demografia
Liczba mieszkańców miejscowości w poszczególnych latach
| Rok  | Ilość mieszkańców |
| ---- | ----------------- |
| 1998 | 485               |
| 2002 | 591               |
| 2009 | 785               |
| 2011 | 897               |
| 2021 | 1463              |